# Astragalus cottamii
Astragalus cottamii är en ärtväxtart som beskrevs av Stanley Larson Welsh. Astragalus cottamii ingår i släktet vedlar, och familjen ärtväxter. Inga underarter finns listade i Catalogue of Life.